# بني عبيد (الحديدة)

تعديل مصدري - تعديل

بني عبيد هي إحدى قرى مديرية زبيد، التابعة لمحافظة الحديدة اليمنية، بلغ تعداد سكانها 1123 نسمة حسب الإحصاء الذي أجري عام 2004.